# Talen in Frankrijk

Het Franse taallandschap
Verspreiding van talen en streektalen in Frankrijk, Wallonië en Franstalig Zwitserland

In Frankrijk worden er naast het Frans een groot aantal andere (regionale) talen gesproken.

## Indo-Europese talen

### Romaanse talen
- Langues d'oïl
  - Frans
  - Waals
  - Picardisch
  - Normandisch
  - Gallo
  - Franceis/François met het Frans ("français") als standaardvorm
  - Champenois
  - Bourgondisch
  - Lotharings
  - Poitevin-saintongeais
- Arpitaans (Francoprovençaals)
  - Dauphinees
  - Franc-Comtois
    - Bourgondisch
    - Foréziaans
    - Jurastisch

- - Savoyaards
- Langues d'oc
  - Occitaans
    - Provençaals
    - Gascons
    - Languedocien
    - Limousijns
    - Vivaro-alpin
    - Auvergnat
- Catalaans
- Corsicaans

### Germaanse talen
- Duits
  - (Elsässerditsch)
  - Luxemburgs
  - Moezelfrankisch
  - Zuid-Frankisch
  - Rijnfrankisch
  - Lotharings Frankisch
- Nederlands (Nederlands in Frankrijk)
  - (Frans-Vlaams)
- Jenisch

### Keltische talen
- Bretons

## Andere
- Baskisch
- Arabisch is de grootste immigrantentaal.

Afrika · België · China · Comoren · Duitsland · Europa · Frankrijk · India · Indonesië · Israël · Luxemburg · Madagaskar · Mayotte · Namibië · Nederland · Réunion · Rusland · Spanje · Suriname · Taiwan · Verenigde Staten · Zuid-Afrika · Zwitserland